# پناهگاه صخره‌ای فرکش ۱
پناهگاه صخره‌ای فرکش ۱ مربوط به دوران پیش از تاریخ ایران باستان است و در شهرستان پل‌دختر، روستای بابازید واقع شده و این اثر در تاریخ ۸ مرداد ۱۳۸۱ با شمارهٔ ثبت ۵۹۷۲ به‌عنوان یکی از آثار ملی ایران به ثبت رسیده است.